# Oropezella taquara
Oropezella taquara är en tvåvingeart som beskrevs av Smith 1962. Oropezella taquara ingår i släktet Oropezella och familjen puckeldansflugor. Inga underarter finns listade i Catalogue of Life.